# (13653) Priscus
(13653) Priscus ist ein Asteroid des Hauptgürtels, der am 9. Februar 1997 vom italienischen Amateurastronomen Vincenzo Silvano Casulli am Osservatorio Colleverde di Guidonia (Sternwarten-Code 596) in Guidonia Montecelio in der Region Latium entdeckt wurde.
Der Asteroid wurde am 24. Juni 2002 nach dem fünften König vom Rom, Lucius Tarquinius Priscus, benannt, dessen Regierungszeit von 616 bis 579 vor Christus dauerte und der den Circus Maximus projektierte und ein umfangreiches Kanalsystem zur Entwässerung der Senke zwischen Palatin und Kapitol anlegte.